# Vampyressa elisabethae
Vampyressa elisabethae — вид родини листконосові (Phyllostomidae), ссавець ряду лиликоподібні (Vespertilioniformes, seu Chiroptera).

## Етимологія
Назва вшановує спадщину Елізабет Клара Вікторія Калько (Elisabeth Klara Victoria Kalko) у вивченні природної історії, екології, збереження, вокального упізнавання і поведінки кажанів.

## Морфологія
Тварини невеликого розміру, із загальною довжиною між 53 і 58 мм, довжина передпліччя між 36,2 і 37,8 мм, довжина стопи між 9,3 і 10,9 мм, а довжина вух 16 мм.
Шерсть коротка. Спинна частина в діапазоні від жовтувато-коричневого до бежевого, в той час як черевна частина світліша. Морда коротка і широка. Лист носа добре розвинений, жовтувато-коричневий, ланцетоподібний. Два нечіткі білі смуги присутні на кожній стороні лиця, розділені темними смугами. Вуха великі, круглі, гострі та коричневі. Крилові мембрани коричневі або темно-коричневі. Ступні короткі й з волоссям. Гомілка коротка по відношенню до загального розміру кажана. Вид не має хвоста. Має відносно довгий, вузький череп. Зубна формула 2/2, 1/1, 2/2, 2/2 × 2 = 28.
Вид V. elisabethae дуже схожий по кольору та іншими зовнішніми ознаками як на V. melissa так і на V. sinchi, хоча трохи менше, ніж V. sinchi і в середньому дорівнює або трохи більший, ніж V. melissa. У середньому, V. elisabethae має кілька світлішу спинну шерсть (від блідо-вохристої і жовтувато-коричневої до бежевої), ніж V. melissa чи V. sinchi.

## Середовище проживання
Цей вид зустрічається тільки в провінції Бокас-дель-Торо, в крайній західній частині Панами.

## Життя
Харчується фруктами.